# Gennadi Eduardowitsch Burbulis

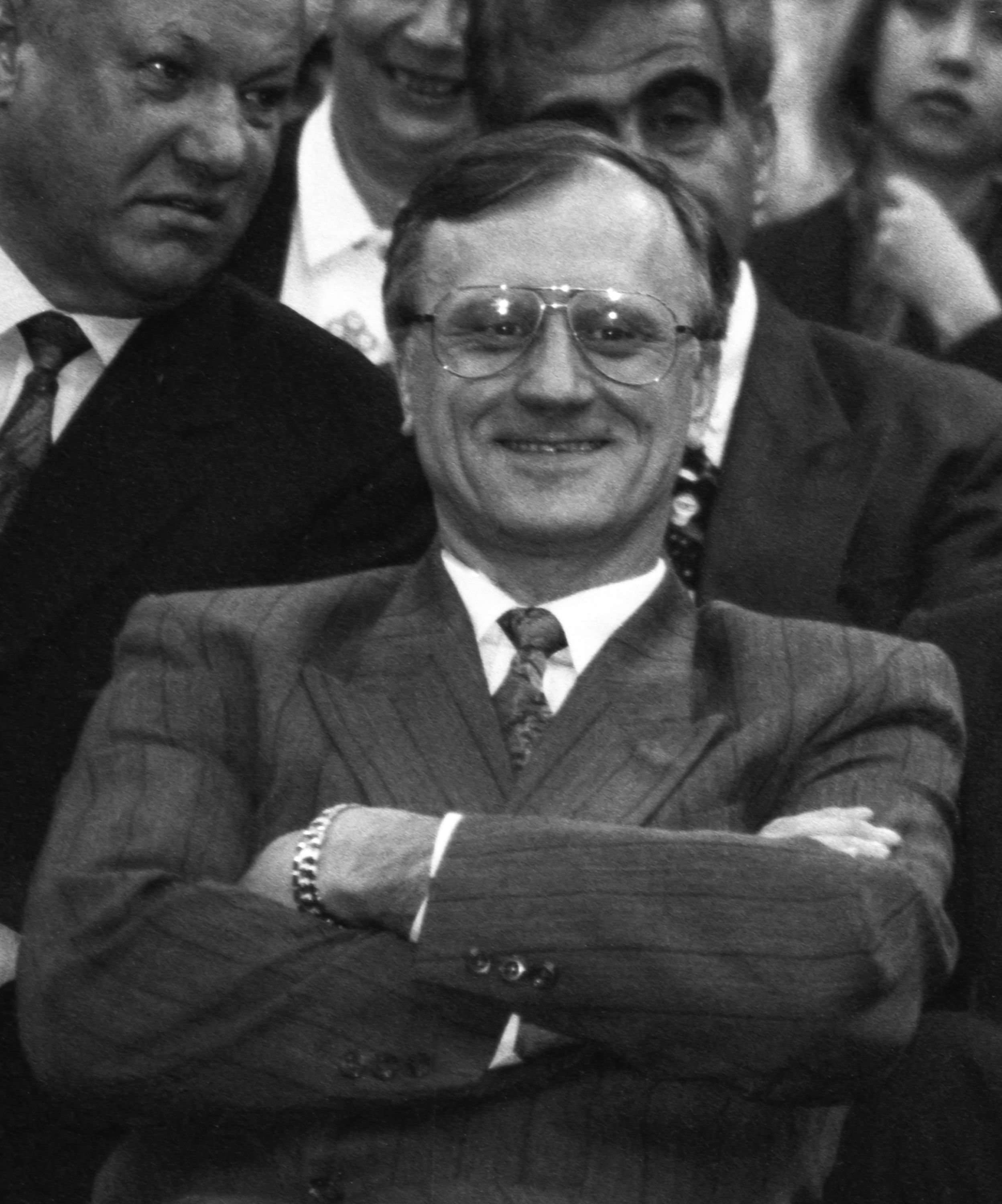
Gennadi Burbulis, 1992

Gennadi Eduardowitsch Burbulis (russisch Геннадий Эдуардович Бурбулис; geboren am 4. August 1945 in Perwouralsk, Oblast Swerdlowsk, UdSSR; gestorben  am 19. Juni 2022 in Baku) war ein russischer Politiker und zeitweise enger Mitarbeiter von Boris Jelzin.

## Leben
Burbulis wurde 1945 in der sibirischen Stadt Perwouralsk als Sohn eines Militärpiloten geboren, der litauische Wurzeln hatte. Nach Abschluss der Schule arbeitete er in einer Fabrik in Perwouralsk. Burbulis trat 1971 der KPdSU bei und schloss im Jahr 1973 sein Philosophiestudium an der Universität des Uralgebiets ab, das er 1969 aufgenommen hatte. Danach arbeitete Burbulis als Dozent für Marxismus-Leninismus. 1989 wurde er in den Volksdeputiertenkongress gewählt. 1990 verließ er die KPdSU und unterstützte im darauffolgenden Jahr die Kampagne Jelzins anlässlich der Präsidentschaftswahlen der RSFSR.
Im November 1991 wurde er von Boris Jelzin zu einem der stellvertretenden Ministerpräsidenten der RSFSR ernannt. Er unterzeichnete in dieser Funktion die Auflösungsurkunde der Sowjetunion mit und unterstützte den rasanten Übergang Russlands zur Marktwirtschaft im Rahmen der Schocktherapie, der maßgeblich vom damaligen Wirtschaftsminister Jegor Gaidar initiiert worden war.
1992 wurde Burbulis im Amt des stellvertretenden Ministerpräsidenten abgelöst und im Dezember 1992 von seiner Beratertätigkeit entbunden. Burbulis blieb jedoch bis 1999 Abgeordneter der Duma und war von 2001 bis 2007 Mitglied des Föderationsrates.
Gennadi Burbulis starb im Juni 2022 während einer Dienstreise in Baku.